# Quận 6
Quận 6 một quận nội thành cũ thuộc Thành phố Hồ Chí Minh, Việt Nam.
Quận 6 và Quận 5 thuộc khu vực Chợ Lớn, nơi tập trung nhiều người Hoa tại Thành phố Hồ Chí Minh. Chợ Bình Tây (còn gọi là Chợ Lớn Mới), là chợ lớn nhất của quận đồng thời là một di tích kiến trúc nghệ thuật cấp thành phố.

## Địa lý

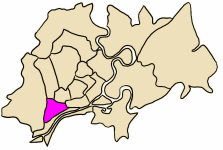
Vị trí quận 6 trong nội thành
TP. Hồ Chí Minh

Quận 6 thuộc nội thành của Thành phố Hồ Chí Minh, có vị trí địa lý: 
- Phía đông giáp Quận 5 với ranh giới là các tuyến đường Nguyễn Thị Nhỏ, Ngô Nhân Tịnh và bến xe Chợ Lớn
- Phía tây giáp quận Bình Tân với ranh giới là đường An Dương Vương
- Phía nam giáp Quận 8 với ranh giới là kênh Tàu Hủ và kênh Ruột Ngựa
- Phía bắc giáp Quận 11 (với ranh giới là các tuyến đường Hồng Bàng, Tân Hóa) và quận Tân Phú.

Quận có diện tích 7,14 km², dân số năm 2019 là 233.561 người, mật độ dân số đạt 32.712 người/km².

## Lịch sử

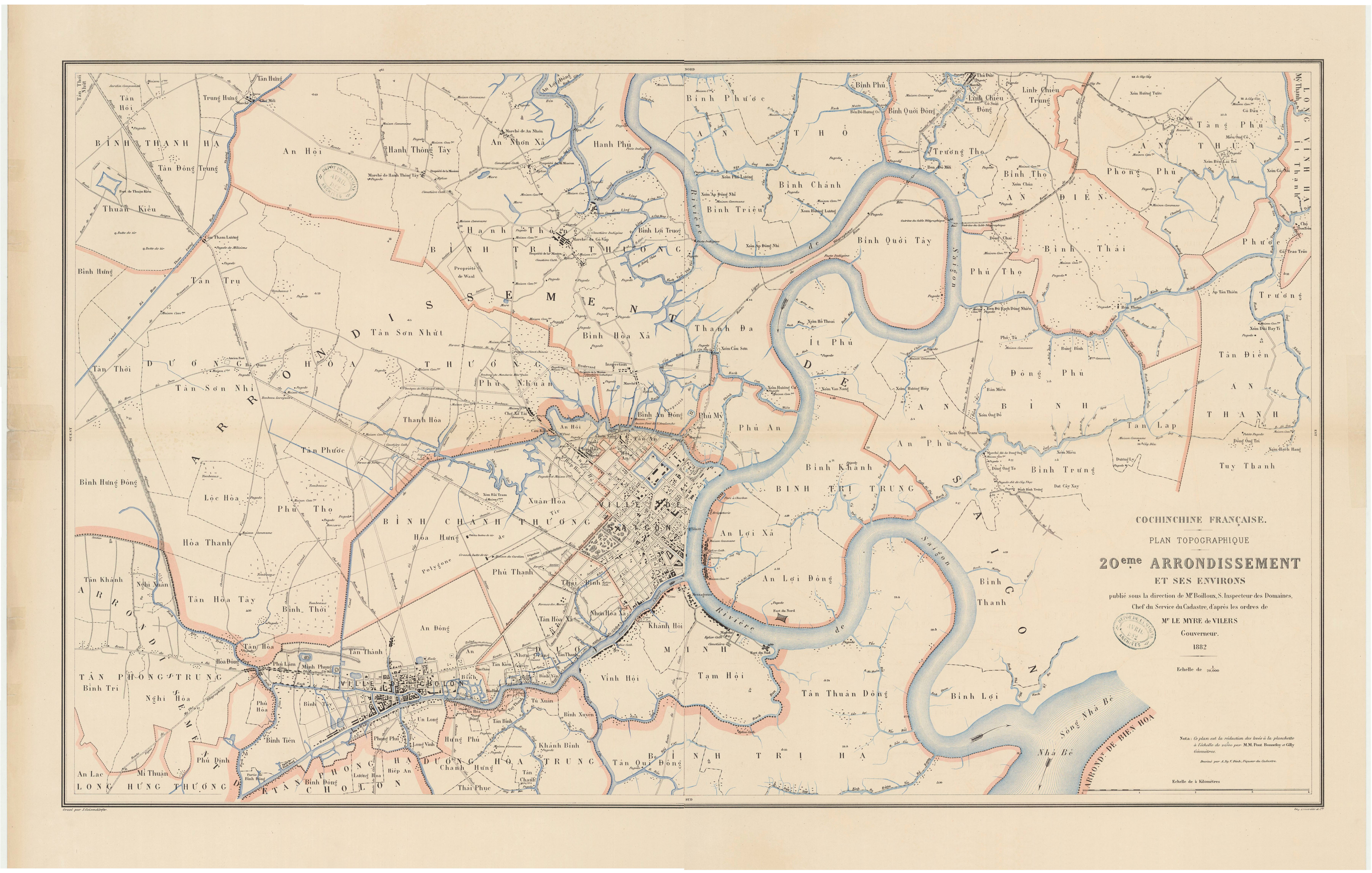
Bản đồ Hạt 20, một đơn vị hành chính do Thống đốc Nam Kỳ quyết định thành lập vào năm 1880. Quận 6 ngày nay tương ứng với các làng Bình Tây, Bình Tiên, Minh Phụng, Phú Lâm ở khu vực phía tây thành phố Chợ Lớn (bấy giờ chỉ mới mở rộng đến rạch Lò Gốm), và một số làng khi ấy còn thuộc ngoại vi thành phố như Hòa Đông (tổng Tân Phong Trung), Phú Hòa, Phú Định (tổng Long Hưng Thượng).

Địa giới hành chính quận 6 trước và sau năm 1959 đều khác nhau hoàn toàn.

### Thời Pháp thuộc
Năm 1874, Pháp đổi tên hạt Tham biện thành Địa hạt. Năm 1876, Pháp xoá bỏ lục tỉnh mà phân chia thành bốn khu vực mang tính quân sự, trong đó vùng quận 6 thuộc khu vực Sài Gòn.
Ngày 27 tháng 4 năm 1931, Tổng thống Pháp ký sắc lệnh hợp nhất thành phố Sài Gòn và thành phố Chợ Lớn thành một đơn vị hành chính mới gọi là Khu (một số tài liệu gọi là "Địa phương") Sài Gòn - Chợ Lớn (Région Saigon - Cholon ou Région de Saigon - Cholon).
Ngày 22 tháng 9 năm 1941, Khu Sài Gòn - Chợ Lớn thành lập thêm quận 6. Quận 6 khi đó thuộc khu vực thành phố Sài Gòn cũ trước năm 1931, ngày nay thuộc địa giới quận 4 của Thành phố Hồ Chí Minh.
Ngày 30 tháng 6 năm 1951, Thủ tướng chính quyền Quốc gia Việt Nam ký sắc lệnh số 311-cab/SG đổi tên Khu Sài Gòn - Chợ Lớn thành Đô thành Sài Gòn - Chợ Lớn. Lúc này, Quận 6 thuộc Đô thành Sài Gòn - Chợ Lớn.

### Thời Việt Nam Cộng hòa
Theo sắc lệnh số 143/NV ngày 22 tháng 10 năm 1956 của Tổng thống Việt Nam Cộng hòa Ngô Đình Diệm, Đô thành Sài Gòn - Chợ Lớn đổi tên thành Đô thành Sài Gòn. Khi đó, quận 6 lại thuộc Đô thành Sài Gòn.
Ngày 27 tháng 3 năm 1959, Tổng thống Việt Nam Cộng hòa ban hành Nghị định số 110-NV về việc phân chia sáu quận đang có thành tám quận mới: Nhứt, Nhì, Ba, Tư, Năm, Sáu, Bảy và Tám (trừ ba quận: Nhứt, Nhì, Ba giữ nguyên, các quận còn lại đều đổi tên và thay đổi địa giới hành chính). Lúc này, quận 6 (quận Sáu) trùng với một phần địa giới của quận 5 cũ. Năm 1959, quận Sáu có 07 phường: Bình Tây, Bình Tiên, Chợ, Phú Lâm, Bình Thới, Cầu Tre, Phú Thọ Hoà.
Năm 1969 tách đất của hai quận: Năm, Sáu để lập mới quận 11 (quận Mười Một) với 04 phường (Phú Thọ, Bình Thới, Cầu Tre, Phú Thọ Hòa). Như thế quận Sáu còn 04 phường.
Năm 1972, lập thêm phường Bình Phú tại quận Sáu (quận này có 05 phường). Cho đến ngày 29 tháng 4 năm 1975, quận 6 (quận Sáu) gồm 05 phường: Bình Phú, Bình Tây, Bình Tiên, Chợ Lớn, Phú Lâm.

### Từ năm 1975 đến nay
Sau khi Chính phủ Cách mạng lâm thời Cộng hòa Miền Nam Việt Nam tiếp quản Đô thành Sài Gòn và các vùng lân cận vào ngày 30 tháng 4 năm 1975, ngày 3 tháng 5 năm 1975 thành phố Sài Gòn - Gia Định được thành lập. Lúc này, quận 6 (quận Sáu) thuộc thành phố Sài Gòn - Gia Định cho đến tháng 7 năm 1976.
Ngày 20 tháng 5 năm 1976, tổ chức hành chánh thành phố Sài Gòn - Gia Định được sắp xếp lần hai (theo quyết định số 301/UB ngày 20 tháng 5 năm 1976 của Ủy ban Nhân dân Cách mạng thành phố Sài Gòn - Gia Định). Theo đó, vẫn giữ nguyên quận 6 cũ có từ trước đó. Lúc này, các phường cũ đều giải thể, lập các phường mới có diện tích, dân số nhỏ hơn và mang tên số. Quận 6 bao gồm 20 phường và đánh số từ 1 đến 20.
Ngày 2 tháng 7 năm 1976, Quốc hội nước Cộng hòa Xã hội chủ nghĩa Việt Nam khoá VI, kỳ họp thứ 1 chính thức đổi tên thành phố Sài Gòn - Gia Định thành Thành phố Hồ Chí Minh. Quận 6 trở thành quận trực thuộc Thành phố Hồ Chí Minh.
Ngày 17 tháng 2 năm 1979, theo Quyết định số 52-CP của Hội đồng Chính phủ về việc giải thể 3 phường: 3, 11 và 15, địa bàn 3 phường giải thể nhập vào các phường kế cận với số lượng phường trực thuộc còn 17:
- Giải thể phường 3 để sáp nhập đất và dân cư của phường này vào các phường 1, 4 và 6
- Giải thể phường 11 để sáp nhập đất và dân cư của phường này vào các phường 5, 10 và 12
- Giải thể phường 15 để sáp nhập đất và dân cư của phường này vào các phường 14, 16 và 17

Ngày 14 tháng 2 năm 1987, theo Quyết định số 33-HĐBT của Hội đồng Bộ trưởng về việc giải thể 17 phường hiện hữu để thay thế bằng 14 phường mới và đánh số từ 1 đến 14:
- Sáp nhập một phần phường 16 cũ, một phần phường 17 cũ và phường 14 cũ thành phường 1.
- Sáp nhập một phần của phường 6 cũ với một phần của phường 1 cũ thành phường 2.
- Sáp nhập một phần phường 16 cũ với một phần phường 19 cũ thành phường 3.
- Đổi tên phường 17 cũ (phần còn lại) thành phường 4.
- Sáp nhập một phần của phường 1 cũ với phường 4 cũ thành phường 5.
- Sáp nhập một phần của phường 6 cũ với phường 2 cũ thành phường 6.
- Sáp nhập một phần phường 19 cũ với phường 20 cũ thành phường 7.
- Sáp nhập một phần phường 20 cũ với phường 18 cũ thành phường 8.
- Sáp nhập một phần phường 10 cũ với phường 9 cũ thành phường 9.
- Đổi tên phường 13 cũ thành phường 10.
- Sáp nhập một phần phường 12 cũ với phường 5 cũ thành phường 11.
- Sáp nhập một phần phường 10 cũ với phần còn lại của phường 12 thành phường 12.
- Đổi tên phường 7 cũ thành phường 13.
- Đổi tên phường 18 cũ thành phường 14.

Ngày 14 tháng 11 năm 2024, Ủy ban Thường vụ Quốc hội ban hành Nghị quyết số 1278/NQ-UBTVQH15 (nghị quyết có hiệu lực từ ngày 1 tháng 1 năm 2025). Theo đó, sáp nhập Phường 3 và Phường 4 vào Phường 1; sáp nhập Phường 6 và một phần Phường 5 vào Phường 2; sáp nhập phần còn lại của Phường 5 vào Phường 9; sáp nhập một phần Phường 10 vào Phường 11 và sáp nhập một phần Phường 13 vào Phường 14.
Ngày 16 tháng 6 năm 2025, Ủy ban Thường vụ Quốc hội ban hành Nghị quyết số 1685/NQ-UBTVQH15 (áp dụng từ ngày 30 tháng 6 năm 2025). Theo đó, giải thể quận 6 và sắp xếp lại các phường mới cụ thể như sau:
- Phường Bình Tiên: Gồm các phường 1, 7 và Phường 8.
- Phường Bình Tây: Gồm các Phường 2 và Phường 9.
- Phường Bình Phú: Gồm các phường 10, 11, Quận 6 và một phần của Phường 16, Quận 8 cũ.
- Phường Phú Lâm: Gồm các phường 12, 13 và Phường 14.

### Thông tin thêm về các phường
- Phường Bình Tây cũ: các phường 1, 7 và 8 hiện nay
- Phường Chợ cũ: một phần phường 2 hiện nay
- Phường Bình Tiên cũ: phường 9 và một phần 2 hiện nay
- Phường Bình Phú cũ: các phường 10 và 11 hiện nay
- Phường Phú Lâm cũ: các phường 12, 13 và 14 hiện nay

## Hành chính
| Phường (10) |      |
| Phường 1    | 0,73 |
| Phường 2    | 0,71 |
| Phường 7    | 0,47 |
| Phường 8    | 0,41 |
| Phường 9    | 0,34 |

| Tên       | Diện tích (km²) |
| --------- | --------------- |
| Phường 10 | 1,46            |
| Phường 11 | 1,01            |
| Phường 12 | 0,73            |
| Phường 13 | 0,63            |
| Phường 14 | 0,64            |

## Đường phố
| Các đường đặt tên số Bà Hom Bà Ký Bà Lài Bãi Sậy Bến Phú Lâm Bình Phú Bình Tây Bình Tiên | Bửu Đình Cao Văn Lầu Chợ Lớn Chu Văn An Đặng Nguyên Cẩn Gia Phú Hậu Giang Hoàng Lê Kha Hồng Bàng Hùng Vương | Kinh Dương Vương Lê Quang Sung Lê Tấn Kế Lê Trực Lê Tuấn Mậu Lò Gốm Kênh Tân Hóa Lý Chiêu Hoàng Mai Xuân Thưởng Minh Phụng | Ngô Nhân Tịnh Nguyễn Đình Chi Nguyễn Hữu Thận Nguyễn Phạm Tuân Nguyễn Thị Nhỏ Nguyễn Văn Luông Nguyễn Xuân Phụng Phạm Đình Hổ Phạm Phú Thứ Phạm Văn Chí Phan Văn Khỏe | Tân Hóa Tân Hòa Đông Tháp Mười Trang Tử Trần Bình Trần Trung Lập Trần Văn Kiểu Vành Đai Văn Thân Võ Văn Kiệt |

### Tên đường phố quận Sáu trước năm 1975
- Đường Trương Tấn Bửu nay là đường Lê Quang Sung.
- Đường Lê Quang Hiển nay là đường Cao Văn Lầu.
- Bến Lê Quang Liêm nay là đường Võ Văn Kiệt.
- Đường Lục Tỉnh nay là đường Hồng Bàng.
- Bến Nguyễn Văn Thành nay là đường Phan Văn Khoẻ.

## Giáo dục

### Trường đại học
| Tên trường                                      | Địa chỉ                                        | Website            | Ghi chú |
| ----------------------------------------------- | ---------------------------------------------- | ------------------ | ------- |
| Trường Đại Học Hùng Vương Thành phố Hồ Chí Minh | 37 Kinh Dương Vương, Phường 12, Quận 6, TP.HCM | https://dhv.edu.vn | Cơ sở 2 |

### Trường cao đẳng, cơ sở giáo dục nghề nghiệp
| Tên trường                                               | Địa chỉ                            | Website | Ghi chú      |
| -------------------------------------------------------- | ---------------------------------- | ------- | ------------ |
| Trường Cao đẳng Giao thông vận tải Trung ương VI         | 189 Kinh Dương Vương, Phường 12    |         | Trụ sở chính |
| Trường Cao đẳng Giao thông vận tải Trung ương VI         | 131/62 Kinh Dương Vương, Phường 12 | Cơ sở 2 |              |
| Trường Cao đẳng Kinh tế – Kỹ thuật Thành phố Hồ Chí Minh | 215 Nguyễn Văn Luông, Phường 11    |         | Trụ sở chính |
| Trường Trung cấp Bến Thành                               | 94–96 Lê Tuấn Mậu, Phường 13       |         | Trụ sở chính |

### Trường Trung học phổ thông (THPT)
| Tên trường                   | Địa chỉ                         |
| ---------------------------- | ------------------------------- |
| Trường THPT Bình Phú         | 102 Trần Văn Kiểu, Phường 11    |
| Trường THPT Mạc Đĩnh Chi     | 4 Tân Hòa Đông, Phường 14       |
| Trường THPT Nguyễn Tất Thành | 249 Nguyễn Văn Luông, Phường 11 |
| Trường THPT Phạm Phú Thứ     | 425–435 Gia Phú, Phường 1       |